# 김재균 (1952년)
김재균(金載均, 1952년 10월 17일~2015년 5월 14일)은 대한민국의 정치인이다. 광주 북구청장, 제18대 국회의원을 역임하였다.

## 학력
- 광주수창국민학교
- 살레시오중학교
- 살레시오고등학교
- 전남대학교 정치외교학과
- 전남대학교 대학원 정치학 석사, 박사

## 경력
- 1976년 흥민신용협동조합 이사장
- 1977년 육군3사관학교 교수
- 1985년 흥사단 광주 전남평의회 의장
- 1991년 주민자치연구소 이사장
- 1991년 광주시의회 의원
- 1991년 광주시의회 산업건설위원회 위원장
- 1992년 신용협동조합 광주연합회 이사
- 1993년 우리밀살리기 광주전남연합 공동의장
- 1993년 민주당 광주시지부 대변인
- 1995년 광주시의회 의원, 광주시의회 부의장
- 1998년-2006년 3월:제12~13대 광주광역시 북구청장[1]
- 2008년~2012년 제18대 광주광역시 북구을 국회의원
- 2008년 국회 지식경제위원회 위원

## 수상
- 2001년 목우회 전국 공모전 우석미술상
- 2014년 제33회 대한민국 미술대전 구상부문 [노란 리본] 특상

## 저서
- 1990 한국의 민주주의와 지방자치
- 1994 광주의 미래를 생각하며
- 2000 5.18과 한국정치
- 2001 시집 [달빛 아래 찔레꽃]
- 2009 시집 [장수풍뎅이를 만나다]

## 역대 선거 결과
|  | 87.55% |

|  | 100.00% |

|  | 56.54% |

|  | 79.23% |

|  | 18.56% |